# Titus Nicoară
Titus Nicoară (ur. 25 marca 1988 w Oradei) – rumuński koszykarz, występujący na pozycji silnego skrzydłowego, reprezentant kraju, obecnie zawodnik Steaua Bukareszt.

## Osiągnięcia
Stan na 1 listopada 2022, na podstawie, o ile nie zaznaczono inaczej.

### Drużynowe
- Wicemistrz Rumunii (2014)
- Zdobywca Pucharu Rumunii (2011, 2013)
- Finalista:
  - Pucharu Rumunii (2010, 2014)
  - Superpucharu Rumunii (2016)
- Uczestnik międzynarodowych rozgrywek:
  - Ligi Mistrzów (2016/2017)
  - FIBA Europe Cup (2016/2017)
  - EuroChallenge (2012–2014)

### Indywidualne
(* – nagrody przyznane przez portal eurobasket.com)
- Najlepszy:
  - krajowy zawodnik ligi rumuńskiej (2010, 2011, 2014–2016)*
  - skrzydłowy ligi rumuńskiej (2010, 2014, 2015)*
- Największy postęp ligi rumuńskiej (2010)*
- Zaliczony do*:
  - I składu:
    - ligi rumuńskiej (2010, 2011, 2014, 2015)
    - zawodników krajowych ligi rumuńskiej (2010–2012, 2014–2016, 2018–2020)

  - II składu ligi rumuńskiej (2016)
  - składu honorable mention ligi rumuńskiej (2012, 2019, 2020)
- Uczestnik meczu gwiazd ligi rumuńskiej (2010, 2012–2017)
- MVP kolejki ligi rumuńskiej (2x – 2019/2020)*

### Reprezentacja
Seniorska
- Uczestnik:
  - mistrzostw Europy:
    - 2017 – 23. miejsce
    - dywizji B (2007, 2009, 2011)

  - europejskich kwalifikacji do mistrzostw świata (2017–2019 – 26. miejsce)
  - kwalifikacji do mistrzostw Europy (2013, 2015)

Młodzieżowe
- Mistrz Europy U–18 Dywizji B (2006)
- Uczestnik:
  - uniwersjady (2009 – 13. miejsce, 2011 – 8. miejsce)
  - mistrzostw Europy dywizji B:
    - U–20 (2007 – 17. miejsce, 2008 – 5. miejsce)
    - U–18 (2005 – 17. miejsce, 2006)
    - U–16 (2004 – 13. miejsce)

  - kwalifikacji do Eurobasketu U–18 (2004)
- Zaliczony do III składu uniwersjady (2009)*
- Lider w zbiórkach:
  - uniwersjady (2011 – 10)
  - mistrzostw Europy U–20 dywizji B (2008 – 15,1)